# Associazione Sportiva Fanfulla 1947-1948
Questa voce raccoglie le informazioni riguardanti  l'Associazione Sportiva Fanfulla nelle competizioni ufficiali della stagione 1947-1948.

## Rosa
| N. |                   | Ruolo | Calciatore         |
| -- | ----------------- | ----- | ------------------ |
|    | Italia (bandiera) | A     | Luciano Agosti     |
|    | Italia (bandiera) | C     | Renzo Angelini     |
|    | Italia (bandiera) | D     | Mario Antozzi      |
|    | Italia (bandiera) | A     | Edos Barbini       |
|    | Italia (bandiera) | C     | Osvaldo Biancardi  |
|    | Italia (bandiera) | A     | R. Brancolini      |
|    | Italia (bandiera) | D     | Glauco Buttazzoni  |
|    | Italia (bandiera) | A     | Giuseppe Cadregari |
|    | Italia (bandiera) | A     | Pietro Cesari      |
|    | Italia (bandiera) | A     | Natale Dalcerri    |
|    | Italia (bandiera) | A     | Giacinto Goldaniga |
|    | Italia (bandiera) | C     | Carlo Kaffenigg    |

| N. |                     | Ruolo | Calciatore             |
| -- | ------------------- | ----- | ---------------------- |
|    | Ungheria (bandiera) | A     | Lajos Kovács           |
|    | Italia (bandiera)   | P     | Efrem Milanese         |
|    | Italia (bandiera)   | C     | Duilio Rallo           |
|    | Italia (bandiera)   | A     | Andrea Ruggeri         |
|    | Italia (bandiera)   | A     | Aldo Sacco             |
|    | Italia (bandiera)   | P     | Gianbattista Servidati |
|    | Italia (bandiera)   | C     | Luigi Sichel           |
|    | Italia (bandiera)   | D     | Erminio Teruzzi        |
|    | Italia (bandiera)   | C     | Mario Trezzi           |
|    | Italia (bandiera)   | P     | Ermanno Villani        |
|    | Italia (bandiera)   | D     | Bruno Zucchelli        |